# Rabbitin
Rabbitin je česká freewarová počítačová hra z roku 2007. Vytvořil ji vývojářský tým známý jako One eyed child. Žánrově se jedná o plošinovku, která obsahuje prvky RPG.

## Gameplay
Hráč se ujímá králička Běláska a plní různé questy, které mu umožní další postup ve hře. Hráč má k dispozici inventář a také může v kotlíku, vytvářet z rostlin lektvary. Nevýhodou je nemožnost ukládání.